# 使鹿部
使鹿部（穆麟德轉寫：buhū takūrara aiman）又稱使鹿鄂温克、使鹿鄂温克人，今归于鄂温克族三大部落之一，意思是「驱使驯鹿的部落」，是中華人民共和國境內唯一饲养驯鹿的族群，該國境內的使鹿部人口有200余人。

## 歷史
清朝初年，居住在黑龙江以北、外兴安岭以南、东至库页岛的费雅喀、奇勒尔、鄂伦春人及其他饲养训鹿部族均被称为使鹿部。這些族群因用馴鹿作為载运工具，所以得名使鹿部。各部从事渔猎活動。清朝崇德七年（1642年），使鹿部开始向皇太极朝贡。当时使鹿部除一部分就地安置、留守边塞之外，其余大部迁至辽东地区，被编入牛录以及满洲八旗。
使鹿鄂温克人以驯养驯鹿和狩猎业为生，早期生活在俄罗斯西伯利亚勒拿河流域。清朝嘉庆二十五年（1820年）约300人携带600多只驯鹿遷徙到大清境内的大興安嶺、呼伦贝尔草原等地居住。1965年，使鹿鄂温克人开始定居。由於當局要保護大兴安岭森林资源以及1989年《野生动物保护法》的颁布，2001年，内蒙古根河市政府决定讓使鹿鄂温克人搬遷。2003年8月，首批使鹿鄂温克人和他们的驯鹿从大兴安岭搬迁到位于根河市敖鲁古雅鄂温克民族乡。2004年，敖鲁古雅鄂温克民族乡开始规划1个旅游接待区、1个民俗风情区以及5个驯鹿放牧区。2007年，當地政府又规划建成了使鹿部落景区。